# العتب على النظر (قصص قصيرة)

العتب على النظر (يوسف إدريس) 1987

العتب على النظر مجموعة قصص قصيرة  للكاتب الدكتور يوسف إدريس صدر الكتاب عن مركز الإهرام عام 1987 في 122 صفحة، ويحتوي الكتاب ست قصص قصيرة: العتب على النظر - أُمُّه - الخروج - الختان - الرجل والنملة - أبو الرجال.

## محتوى الكتاب
العتب على النظر: قصة مكتوبة بطريقة قصائد الشعر الحر، وبالعامية، وفي شكل حوار بين طبيب عيون وفلاح يريد نظارة لحماره الذي فقد حدة البصر وأصبح يخلط بين الأشياء، وبعد مجهود من الطبيب يتمكن الفلاح من الحصول لحماره على نظارة تعيد لحياته معنى.
أُمُّه: صبي لا يجد مكاناً في بيت أسرته بعد موت الأب وزواج الأم ويتطلق في شوارع المدينة ويتعرض لكل اهانات البشر ولفظهم له حتى يعثر على شجرة ضخمة بها كوة وكأنها كهف. وتصبح بيته الذي يحتضنه، وعندما شب وأصبح حجمه لا يمكن للشجرة استيعابه هجرها، ويعود لها بعد زمن ليجدها ذبلت وماتت وبكى أمه الميتة.
الخروج: تتحدث عن رجل حياته لا تنتظم، لا يجد ما كان متوقع من الحياة، يترك البيت والزوجة والأبناء البالغين العاملين ويصبح مشرداً، وعلى شاطيء يجلس ويشعر بأنه ينقر قشرة بيضة وكأنه «كتكوت» داخل بيضة دجاجة! ويكسر الجدار الأبيض وينطلق في سعادة لا مثيل لها.
الختان: وهي عملية إعداد شجرة الجميز الكبيرة لعملية اللقاح ونضج الثمرة، حين يقارب حجم الثمرة حجم الليمونة الخضراء الكبيرة، لا بد أن تُشق بسكين حاد شق يفتح داخلها ويعرضها للهواء، لكي يسمح للهواء بالدخول، والهواء يحمل حبوب اللقاح، وبهذا تتم عملية التلقيح وتبدأ الثمرة، كالأنثى التي حملت.
موضوع القصة عن شجرة جميز كبيرة لها فرعين اثنين ورثهما الشقيقان محمد الهادي الكبير، والهادي محمد الصغر وكل واحد يعتني بنصف الجميزة الخاص به!
الرجل والنملة: قصة سجين سياسي يصادف من يدعي أنه ليس سياسياً وهو «عمدة»  وأن الضابط يونس بحري أجبره على أن يقوم بمعاشرة «نملة» وأنه سيموت ولكن سيقتل هذا الضابط قبل أن يفارق الحياة، ويصادف بطل القصة نفس المصير في اليوم التالي.
أبو الرجال: مواجهة ومقارنة بين «سلطان» أبو الرجال، زعيم أخطر الرجال، و«الثور» الشاب المتفوق.

## مقتطفات من الكتاب
من كام يوم جاءني حسن
- قل لي يا دكتور
- أقول لك يا حسن
- هو فيه للحمير نضارات
ضحكت
فلابد حسن يريدني أضحك
- لأ. جد
لا بد يريدني لا أضحك
سكت وإليه نظرت
- ما تقول لي يا دكتور
- أقول لك يا حسن
- مش للحمير نضارات زي البني آدمين
كل كذا عام
- لا يا حسن الحمير ما لهاش نضارات
- طب والعمل
وحماري لازم له نضارة
- ايش عرفك
- بقي يضبش
ويدخل علي مراتي
يفتكرها الزكيبة
هي تخينة زي الزكيبة
ان جيت للحق
صحيح تخينة
إنما مش زكيبة
- يمكن بيغلط وكل حمار له غلطة
- بس ده غلطه كتر
وبدأ يحرن
ويتوه عن الدار
ومرات يخبط راسه في الحيط
- عشان حمار يا حسن
- لا عشان بقت عينيه شيش بيش يا دكتور
- وديته لحد يشوفه
- شافه البيطار
- وقال لك عايز نضارة
- قال بيعه.. دا شرك. بيعه
وتنتهي القصة وإدريس يكتب:
ومن يومين جاءني حسن
وسألته عن الحال، قال: لبن
وعن النضارة، قال: حديد
وعن الحمار، قال: عقبال أملتك
ثم ابتسم، مخفضا فتحة فمه الي أسفل، راشقاً
عينه في كمه الأيسر، طريقته في الخجل، ثم
بتنهيدة من أعماقه قال: ألا قول لي يا دكتور
- أقول لك يا حسن
- مادام نضارات البني آدمين بتنفع الحمير، يا تري
نضارات الحمير تنفع البني آدمين
- ليه يا حسن
سألت
قال: أصلي عايز أتوكل علي الله وأعمل نضارة
إليه نظرت
ورفضت أن أضحك
فماذا بالله عليكم يضحك في السؤال
بالله عليكم، ماذا في هذا رغم ذاك، يضحك؟ 

## نقد وتعليقات
كتب جابر عصفور في مجلة العربي في أكتوبر 1991: "إن "البطل" الأساسي في أعماله هو المواطن البسيط، البائس، الساعي وراء أحلام العدالة الاجتماعية، الباحث في ليل القرية أو قاع المدينة عن كسرة خبز، أو زجاجة دواء، أو لحظة دفء، أو أمل في الحرية.... وهو حسن في «العتب على النظر».... والذي يظل في كل الأحوال مرتبط بواقعه الخاص، بما يؤكد هويته، وخصوصية القص الذي يتجلى في سياقه، فالرواية- كالقصة القصيرة- ليس لها إلا سبيل واحد- فيما أكد يوسف إدريس في تقديمه لرجال وثيران- هو الكتابة بصدق ورأي وإحساس عن أنفسنا التي نعرفها، أو عن غيرنا ممن لا تقل معرفتنا بهم عن معرفتنا بأنفسنا.... إن المواطن المصري العادي هو من يعرفه يوسف إدريس حق المعرفة، وينحاز إليه كل الانحياز.... يستلهم يوسف إدريس تقاليد الحكاية الشعبية التي تفتح وعيه الأدبي عليها، وهي تنساب إلى ذاكرته عبر الأقاصيص التي بدأت بما قصته عليه جدته في قرية البيروم من قرى الشرقية. هذه التقاليد الخاصة بالحكاية تنسرب ملامحها البنائية في القصة الإدريسية"، ويعلق كاتب المقالة على عنوان الكتاب ويقول: "يمثل انحراف مقصود عن الفصحى. وكما حاول يوسف إدريس أن يجعل من قصصه القصيرة ورواياته "حكايات مصرية جدا".
يواصل جابر عصفور الكتابة عن يوسف إدريس وتحديداً على القصة الأولى في كتاب «العتب على النظر» على صفحات مجلة العربي العدد 534 عام 2003: «أذكر أن الهيئة العامة للكتاب أصدرت في ذلك الوقت مجلة (إبداع).... وطلبنا من يوسف إدريس دعم المجلة الجديدة بالكتابة فيها، وبالفعل أرسل إحدى قصصه التي أضافت إلى وزن المجلة. وفي المرة الثانية، أرسل قصة خاف الدكتور عبد القادر القط من نشرها، وكانت بعنوان (العتب على النظر) التي أصبحت عنوانا آخر المجموعات القصصية التي أخرجها.... وكانت القصة مكتوبة بطريقة قصائد الشعر الحر، وبالعامية، وفي شكل حواري بين طبيب عيون وفلاح يزوره كي يعمل نظارة لحماره، وذلك بعد أن لاحظ الفلاح أن حماره لم يعد يستطيع السير ولا العمل ولا ممارسة أدواره الجنسية. ويذهب الطبيب الراوي إلى ناجي (صاحب محلات نظارات شهير بالقاهرة) لعمل النظارة، ويفلحون في النهاية.... فتمكن الحمار من رؤية الأنثى، واندفع إليها في شهوة عارمة. ومن يومها تغير الحمار، وأخذ يطالع الجرائد، وهو يحدّق في مانشيتات الصحف الحمراء، فإن لم يعجبه بعضها مضغ الصحيفة وعنوانها ثم لا يلبث أن يبصقها وينهق بشدة علامة الضيق. ولم يكن فيما ذكرته مشكلة. ولكن المشكلة كانت في الجزء الذي يصف الهياج الجنسي للحمار، ويتعدى ذلك إلى وصف انتصابه تفصيليا. ولم يكن من الممكن للمرحوم عبد القادر القط أن يتحمل مسئولية نشر هذا الجزء في مجلته. وحاول إقناع يوسف إدريس بحذفه، ولكن يوسف ركب رأسه، ورفض المحاولة، متمسكا بحرية الكتابة، مهاجما الجبن، ولم يستطع عبد القادر القط الوصول إلى حل، فطلب مني التدخل بحكم علاقتي بيوسف إدريس. وقبلت، حرصا على نشر القصة الطريفة في (إبداع). وقضيت مع يوسف إدريس وقتا طويلا لإقناعه ولم أنجح إلا بعد أن سقت له العديد من المبررات التي تؤكد أن حذف هذا الجزء لن يضر القصة فنيا، بل على العكس يدفع القارئ إلى التركيز على مغزاها الساخر الذي يظهر في ذروة النهاية، خصوصا عندما يأتي الفلاح إلى طبيب العيون سائلا إياه: (مادام نضارات البني آدمين بتنفع الحمير، يا ترى نضارات الحمير تنفع للبني آدمين؟). والهدف من السؤال هو الاستهزاء بالأعين الآدمية التي لم تعد ترى ما حولها، أو تتأثر به، على كل المستويات بالطبع. واقتنع يوسف إدريس في النهاية، ونشرت (إبداع) القصة بعد حذف الجزء الخطر منها بيدي يوسف إدريس الذي أعاد نشر القصة كما هي، بعد الحذف، في مجموعته الأخيرة. وأذكر أنني سألت أسرة يوسف إدريس عن المخطوط الذي يوجد به هذا الجزء، لأفيد منه في دراسة دور الرقابة على نص إبداعي، ولكن كان هذا الجزء من المخطوط الأصلي قد ضاع، وضاع بضياعه أحد انفجارات يوسف إدريس التي لم تكن ترضى بأي عائق يعوق الإبداع، وتدفع صاحبها إلى تأكيد أن كل الحرية المتاحة في العالم العربي لا تكفي كاتبا واحدا في الفعل الخلاق للكتابة الإبداعية».

## وصلات خارجية
http://www.3rbi.info/Article.asp?ID=114 العتب على النظر (قصص قصيرة)
https://www.hindawi.org/books/58031462/6/ العتب على النظر (قصص قصيرة)
https://alarabi.nccal.gov.kw/Home/Article/9410 العتب على النظر (قصص قصيرة)
https://www.goodreads.com/ar/book/show/6924788 العتب على النظر (قصص قصيرة)